# نکسی
نکسی (ایتالیایی: Nexi) شرکت فناوری اطلاعات ایتالیایی است، که در سال ۱۹۳۹ توسط بانکا پاپیولر دی لودی تأسیس شد.